# Sergio Castel
Sergio Castel Martínez (Las Rozas de Madrid, 22 de febrero de 1995) es un futbolista español que juega en la demarcación de delantero para el Apollon Limassol de la Primera División de Chipre.

## Trayectoria
Estuvo en la cantera de C. A. Osasuna y jugó en Segunda División B con el C. D. Tudelano y el C. D. Lealtad.
El 25 de enero de 2017 fichó por la A. D. Alcorcón para competir con su filial. Esto suponía su vuelta a España ya que anteriormente había estado en el F. C. Bendigo australiano y el Than Quảng Ninh F. C. vietnamita. En agosto de ese año se unió a la U. D. San Sebastián de los Reyes.
En agosto de 2019 se anunció su incorporación del Club Atlético de Madrid que lo cedió al Jamshedpur F. C. de la Superliga de India. Al regresar de allí volvió a ser prestado, esta vez a la U. D. Ibiza. Con diez goles contribuyó al ascenso del equipo a Segunda División y se quedó en el club después de firmar por dos años.
En enero de 2023, tras rescindir su contrato con la U. D. Ibiza, firmó por el Burgos C. F. para lo que quedaba de temporada. Una vez quedó libre volvió a salir al extranjero para jugar en el Anorthosis Famagusta. Allí marcó dieciséis goles en treinta y cinco partidos y en agosto de 2024 fichó por el Málaga C. F. En este equipo únicamente anotó un tanto y el siguiente 3 de febrero, después de llegar a un acuerdo para su desvinculación, se unió al Marbella F. C., donde solo permaneció un mes en el que no llegó a disputar ningún encuentro.
Tras terminar la temporada 2024-25 sin equipo, en junio de 2025 regresó a Chipre después de fichar por el Apollon Limassol.

## Clubes
| Club                             | País      | Año       |
| -------------------------------- | --------- | --------- |
| U. E. Rubí                       | España    | 2012-2013 |
| C. A. Osasuna "B"                | España    | 2014      |
| C. D. Tudelano                   | España    | 2014      |
| C. D. Lealtad                    | España    | 2014      |
| Las Rozas C. F.                  | España    | 2015      |
| F. C. Bendigo                    | Australia | 2015-2016 |
| Than Quảng Ninh F. C.            | Vietnam   | 2016      |
| A. D. Alcorcón "B"               | España    | 2017      |
| U. D. San Sebastián de los Reyes | España    | 2017-2019 |
| Atlético de Madrid "B"           | España    | 2019-2021 |
| Jamshedpur F. C. (cedido)        | India     | 2019-2020 |
| U. D. Ibiza (cedido)             | España    | 2020-2021 |
| U. D. Ibiza                      | España    | 2021-2023 |
| Burgos C. F.                     | España    | 2023      |
| Anorthosis Famagusta             | Chipre    | 2023-2024 |
| Málaga C. F.                     | España    | 2024-2025 |
| Marbella F. C.                   | España    | 2025      |
| Apollon Limassol                 | Chipre    | 2025-     |

## Palmarés

### Distinciones individuales
| Distinción                                                      | Año     |
| --------------------------------------------------------------- | ------- |
| Mejor jugador del mes de enero en la Segunda División de España | 2021-22 |